# Acalolepta subaurata
Acalolepta subaurata är en skalbaggsart som först beskrevs av Schwarzer 1931.  Acalolepta subaurata ingår i släktet Acalolepta och familjen långhorningar. Inga underarter finns listade i Catalogue of Life.